# Depressió (economia)
Depressió, en economia, és la fase de caiguda en el cicle econòmic en la qual es produeix un descens significatiu en l'activitat econòmica.
Per oposició a una recessió, que només és una fase de baixada passatgera del cicle econòmic, consisteix en una disminució important i durable de la producció i del consum, els preus poden baixar per l'excés d'oferta, augmenta l'atur, etc.
L'exemple més conegut és la Gran depressió dels anys 1930, que va afectar tots els països occidentals, i que va ser particularment severa als Estats Units.